# Boston Baroque
La Boston Baroque è la più antica orchestra, composta da strumenti d'epoca, del Nord America. Venne fondata nel 1973 dal clavicembalista e direttore d'orchestra statunitense, Martin Pearlman, per l'esecuzione di musica barocca and classica sulla scia del movimento che  raccomandava l'esecuzione storicamente informata. Nel 1981 venne aggiunto anche il coro.

## Storia
Con Pearlman nel ruolo di direttore musicale, l'ensemble ha portato avanti una stagione di concerti stagionali a Boston (Massachusetts), oltre ad aver fatto delle tournée alla Carnegie Hall, a Chicago, a Los Angeles, ai Festival di Ravinia e Tanglewood ed anche all'estero.
Originariamente venne denominata "Banchetto Musicale" e solo nel 1992 venne rinominata Boston Baroque, l'etichetta discografica Telarc Records, nella sua prima commissione di registrazini su strumenti d'epoca, chiese all'ensemble l'incisione della maggiori opere del repertorio classico e barocco. Nel 2007, erano18 le registrazioni di questa serie, tre delle quali avevano ottenuto la nomination ai Grammy Awards.
Il Boston Baroque è il complesso professionistico della Boston University Historical Performance Program, dedicato alla formazione di esecutori su strumenti d'epoca.

## Esecuzioni eccezionali
- Prima a Boston con strumenti d'epoca del Messiah di Handel nel 1981.
- Prima statunitense dell'opera Zoroastro di Jean-Philippe Rameau nel 1983.
- Prima a Boston dei concerti completi di Johann Sebastian Bach, su strumenti d'epoca, nel 1984-1985 in occasione del tricentenario della nascita di Bach.
- Prima statunitense con strumenti d'epoca del Don Giovanni di Mozart, trasmessa per radio nel 1986.
- Prima statunitense con strumenti d'epoca della Settima sinfonia e del Concerto per violino di Beethoven nel 1987-88
- Prima a Boston su strumenti d'epoca de La Creazione di Joseph Haydn nel 1989.

## Registrazioni particolari
Il Boston Baroque ha eseguito e registrato i Concerti Brandeburghesi di Bach, il Messiah di Handel,  Didone ed Enea di Purcell, i Vespri del 1610 di Monteverdi, la Messa in Si minore di Bach, i Concerti Grossi, Op. 6 di Corelli, Ifigenia in Tauride di Gluck,  L'impresario teatrale di Mozart, Musica per i reali fuochi d'artificio e Musica sull'acqua di Handel, le suite per orchestra di Bach, i Concerti per flauto e la Sinfonia n. 41 "Jupiter" di Mozart, il Gloria di Vivaldi, il Magnificat di Bach, il Requiem in Do minore e la Marcia funebre di Cherubini e le Elegischer Gesang Op. 118 di Beethoven.
Il Boston Baroque ha ricevuto tre nomination ai Grammy Awards:
- Handel, Messiah, 1992: Miglior esecuzione di opera corale
- Monteverdi, Vespri del 1610, 1998: Miglior esecuzione di opera corale
- Bach Messa in La minore, 2000: Miglior esecuzione di opera corale